# Добровница
Добровница (мкд. Добровница) је насеље у Северној Македонији, у крајње североисточном делу државе. Добровница је у оквиру општине Крива Паланка.

## Географија
Добровница је смештена у крајње североисточном делу Северне Македоније. Од најближег већег града, Куманова, село је удаљено 80 km источно.
Село Добровница се налази у историјској области Славиште. Насеље је положено у долини истоимене речице Добровнице, а подно планине Чупина, на око 840 метара надморске висине.
Месна клима је планинска због знатне надморске висине.

## Становништво
Добровница је према последњем попису из 2002. године имала 168 становника. Од тога огромну већину чине етнички Македонци (99%), а остатак су Цинцари.
Претежна вероисповест месног становништва је православље.